# Segrestada
Segrestada (originalment en anglès, Reclaim) és una pel·lícula de suspens i drama del 2014 dirigida per Alan White i protagonitzada per John Cusack. La cinta es va estrenar en vídeo a la carta, amb una estrena simultània limitada a les sales de cinema als Estats Units, el 19 de setembre de 2014. Phillippe i Lefevre interpreten una parella estatunidenca que viatja a Puerto Rico per adoptar una noia òrfena (Briana Roy) i s'enreda en una estafa mortal. El 2022 es va estrenar el doblatge en català a TV3.

## Sinopsi
L'Steven i la Shannon són un matrimoni jove de Chicago. Arran d'un accident de trànsit que li va provocar un avortament amb complicacions, la Shannon no pot complir el seu somni de tenir fills, i la parella decideix anar a adoptar una nena òrfena d'Haití de set anys, la Nina, que està acollida en un centre d'adopció de San Juan, a Puerto Rico. Sembla que tot estigui ben encaminat i la intermediària de l'adopció rep l'Steven i la Shannon i els anuncia que només falta l'últim tràmit, l'expedició del passaport de la nena. La parella s'emporta la Nina a un hotel per esperar-se fins que arribi el document. Mentre s'espera, el matrimoni coneix un trio peculiar, format per en Benjamin, en Salo i la Veronica. De cop i volta, la Nina desapareix i el que semblava una adopció sense entrebancs es converteix en un malson.

## Repartiment
- John Cusack com a Benjamin
- Ryan Phillippe com a Steven Mayer - Pare
- Rachelle Lefevre com a Shannon Mayer - Mare
- Briana Roy com a Nina - òrfena haitiana
- Jacki Weaver com a Gabrielle Reigert - directora d'adopció
- Luis Guzmán com a superintendent de policia
- Jandres Burgos com a Salo
- Veronica Faye Foo com a Paola
- Alex Cintrón com a director de l'hotel
- Millie Ruperto com a sergent de policia
- Luis Gonzaga com a detectiu de policia
- Oscar H. Guerrero com a taxista
- Reema Sampat com a intèrpret
- Isabelle Adriani com a Esmeralda - caixer
- Sunshine Logronyo com el Mr. Alfonso López - gerent de banc
- Sean Taylor com a Gerry
- Blas Diaz com a Walker